# París-Roubaix 1936
La París-Roubaix 1936 fou la 37a edició de la París-Roubaix. La cursa es disputà el 12 d'abril de 1936 i fou guanyada pel francès Georges Speicher, que d'aquesta manera trencava una ratxa de set anys seguits amb victòries belgues. Speicher s'imposà a l'esprint a Romain Maes.

## Classificació final
|    | Ciclista         | Equip         | Temps |
| -- | ---------------- | ------------- | ----- |
| 1  | Georges Speicher | Alcyon-Dunlop |       |
| 2  | Romain Maes      | Alcyon-Dunlop | m. t. |
| 3  | Gaston Rebry     | Alcyon-Dunlop |       |
| 4  | Romain Gijssels  | Dilecta       |       |
| 5  | Jules Rossi      | Alcyon-Dunlop |       |
| 6  | Jean Wauters     | Helyett       |       |
| 7  | Frans Bonduel    | Dilecta       |       |
| 8  | Emiel Vandepitte | Dilecta       |       |
| 9  | Sylvain Grysolle | Dilecta       |       |
| 10 | Léon Level       | Helyett       |       |